# Jørgen Lorenzen
Jørgen Børge Axel Lorenzen (6. august 1915 i Brøndbyøster Sogn – 10. maj 1949, København) var leder af den paramilitære Lorenzen-gruppen under besættelsen. Han tog i 1944 tjeneste i det tyske efterretningspoliti. Her blev han underlagt det danske HIPO korps (Hilfspolizei) som afdeling 9c. Han fik en væbnet gruppe under sig med ordre til at bekæmpe modstandsbevægelsens aktiviteter. Jørgen Lorenzen var gift med Anna Lund Lorenzen. Ved befrielsen skjulte parret og flere af gruppens medlemmer sig i et sommerhus i Asserbo. Her kom det til ildkamp med medlemmer af modstandsbevægelsen, der bl.a. benyttede sig af den selvbyggede V3-panservogn.
Jørgen Lorenzen blev sammen med to andre medlemmer af Lorenzen-gruppen John Ernst Hemmingsen og Enrico Haakon Bernardo Rand henrettet ved skydning om natten den 10. maj 1949 i København. 